# 1899年のスポーツ

## アイスホッケー
- スタンレー・カップ

2月：優勝：モントリオール・ヴィクトリアズ (CAHL)、準優勝：ウィニペグ・ヴィクトリアズ (MHL)
3月：優勝：モントリオール・ヴィクトリアズ (CAHL)、準優勝：クイーンズ大学

## クリケット
- ジ・アッシズ

オーストラリア （1勝0敗4分） イングランド

## 競馬

### イギリス
クラシック
- 2000ギニー - フライングフォックス
- 1000ギニー - シボラ
- エプソムダービー - フライングフォックス
- エプソムオークス - ミューザ
- セントレジャーステークス - フライングフォックス

その他主要レース
- ジョッキークラブステークス - フライングフォックス
- アスコットゴールドカップ - シリーン
- エクリプスステークス - フライングフォックス
- プリンスオブウェールズステークス - フライングフォックス
- チャンピオンステークス - デュドネ
- グランドナショナル - マニフェスト

### アメリカ合衆国
- ウィザーズステークス - ジーンビロード
- ベルモントステークス - ジーンビロード
- ローレンスリアライゼーションステークス - エセルバート

### フランス
- パリ大賞典 - パース
- ジョッケクルブ賞 - パース

### オーストラリア
- メルボルンカップ - メリーウィー

### 日本
- 帝室御賞典（春） - アズマ
- 帝室御賞典（秋） - サイケウ

## ゴルフ

### 世界4大大会（男子）
- 全米オープン優勝者：ウィリー・スミス（アメリカ）
- 全英オープン優勝者：ハリー・バードン（イギリス）

## サッカー

### イングランド
- フットボールリーグ1部（1898-1899シーズン）優勝：アストン・ヴィラ
- FAカップ決勝

シェフィールド・ユナイテッド 4-1 ダービー・カウンティ

## テニス

### グランドスラム
- 全仏選手権　男子単優勝：パウル・アイメ（フランス）、女子単優勝：フランソワーズ・マッソン（フランス）
- ウィンブルドン　男子単優勝：レジナルド・ドハティー（イギリス）、女子単優勝：ブランチ・ビングリー・ヒルヤード（イギリス）
- 全米選手権　男子単優勝：マルコム・ホイットマン（アメリカ）、女子単優勝：マリオン・ジョーンズ（アメリカ）

## バドミントン
- 4月4日 - 第1回全英バドミントン選手権開催

## ボート
- オックスフォード・ケンブリッジ大学対抗レガッタ優勝：ケンブリッジ大学

## 野球

### アメリカ大リーグ
- ナショナルリーグ優勝：ブルックリン・スーパーバス

## ヨット
- アメリカスカップ

コロンビア（アメリカ） 3-0 シャムロック（アイルランド）

## ラグビー
- ホームネイションズ

優勝：アイルランド
- 田中銀之助とE・B・クラーク、ラグビーを慶應義塾学生に紹介

## 陸上競技
- 2月11日 - 官立山口高等学校が山口から防府（防府天満宮）までの11マイル（≒17.7km）を走る「運動部陸上遠足会」を開催。日本のロードレース大会を各種メディアが報じた嚆矢[1][2]。
- 5月13日 - 第一高等学校が不忍池を周回する13マイル（≒20.9km）の長距離競争大会を開催。今村次吉が木下東作をかわし僅差で優勝[3][4]。

### マラソン
- ボストンマラソン

優勝：Lawrence Brignolia（アメリカ） 2時間54分38秒

## その他のスポーツ
- 3月 - 大日本武徳会本部に旧武徳殿竣工
- 5月4日～10日 - 大日本武徳会武徳殿落成式演武大会（京都旧武徳殿）

## 誕生
- 1月1日 - ジャック・ベレスフォード（イギリス、ボート、+1977年）
- 3月22日 - エリアナ・パヴロワ（ロシア → 日本、バレエダンサー、+1941年）
- 4月13日 - ハロルド・オズボーン（アメリカ、陸上競技、+1975年）
- 5月16日 - 原田武一（岡山県、テニス、+1978年）
- 5月24日 - スザンヌ・ランラン（フランス、テニス、+1938年）
- 8月1日 - 松方三郎（東京都、登山家、+1973年）
- 8月3日 - ルイ・シロン（モナコ、レーシングドライバー、+1979年）
- 9月9日 - ウェイト・ホイト（アメリカ、野球、+1984年）
- 10月1日 - ジョゼフ・ギルモ（フランス、陸上競技、+1975年）
- 11月4日 - ニコラ・フランツ（ルクセンブルク、自転車競技、+1985年）
- 11月11日 - パイ・トレイナー（アメリカ、野球、+1972年）
- 12月15日 - ハロルド・エイブラハムス（イギリス、陸上競技、+1978年）

## 死去
- 9月2日 - アーネスト・レンショー（イギリス、テニス、*1861年）